# Fuxing, Guangdong
Fuxing (kinesiska: 福兴) är ett stadsdelsdistrikt i sydöstra Kina. Det ligger i Xingning i staden Meizhou i provinsen Guangdong, omkring 270 kilometer nordost om provinshuvudstaden Guangzhou. Antalet invånare är 30 300. Befolkningen består av 15 277 kvinnor och 15 023 män. Barn under 15 år utgör 15,0 %, vuxna 15-64 år 73 %, och äldre över 65 år 10,0 %.